# Danville (Ohio)
Danville és una població dels Estats Units a l'estat d'Ohio. Segons el cens del 2000 tenia 1.104 habitants.

## Demografia
Segons el cens del 2000, Danville tenia 1.104 habitants, 442 habitatges, i 292 famílies. La densitat de població era de 789,4 habitants per km².
Dels 442 habitatges en un 32,4% hi vivien nens de menys de 18 anys, en un 50% hi vivien parelles casades, en un 12,4% dones solteres, i en un 33,9% no eren unitats familiars. En el 28,7% dels habitatges hi vivien persones soles el 13,3% de les quals corresponia a persones de 65 anys o més que vivien soles. El nombre mitjà de persones vivint en cada habitatge era de 2,5 i el nombre mitjà de persones que vivien en cada família era de 3,09.
Per edats la població es repartia de la següent manera: un 28,1% tenia menys de 18 anys, un 10,6% entre 18 i 24, un 25,8% entre 25 i 44, un 19,9% de 45 a 60 i un 15,6% 65 anys o més.
L'edat mediana era de 33 anys. Per cada 100 dones de 18 o més anys hi havia 90,9 homes.
La renda mediana per habitatge era de 28.636 $ i la renda mediana per família de 31.375 $. Els homes tenien una renda mediana de 30.208 $ mentre que les dones 22.500 $. La renda per capita de la població era de 14.595 $. Aproximadament el 15% de les famílies i el 15,2% de la població estaven per davall del llindar de pobresa.

## Poblacions més properes
El següent diagrama mostra les poblacions més properes.